# Skórkobłonka czerwonawa
Skórkobłonka czerwonawa (Amylocorticium subincarnatum (Peck) Pouzar) – gatunek grzybów z rodziny Amylocorticiaceae.

## Systematyka i nazewnictwo
Pozycja w klasyfikacji według Index Fungorum: Amylocorticium, Amylocorticiaceae, Amylocorticiales, Agaricomycetidae, Agaricomycetes, Agaricomycotina, Basidiomycota, Fungi.
Takson ten w 1889 roku opisał Charles Horton Peck, nadając mu nazwę Corticium subincarnatum. Obecną, uznaną przez Index Fungorum nazwę nadał mu Zdeněk Pouzar w 1959 r.
Synonimy.
- Amylocorticium subincarnatum f. crassum Parmasto 1968
- Corticium subincarnatum Peck 1889
- Peniophora subincarnata (Peck) Litsch. 1939

Nazwę polską zaproponował Władysław Wojewoda w 2003 r.

## Charakterystyka
Grzyb kortycjoidalny o jednorocznym, rozpostartym owocniku. Jest łatwy do zidentyfikowania. Charakteryzuje się żółtoróżowawą barwą, a jego zarodniki pod wpływem jodu barwią się na szaro. Zsekwencjonowano jego genom w ramach projektu „1000 Fungal Genomes – Deep Sequencing of Ecologically-relevant Dikarya”.

## Występowanie i siedlisko
Znane jest występowanie skórkobłonki czerwonawej w Ameryce Północnej, Europie, Rosji i Korei. W Polsce gatunek rzadki. Do 2003 r. znane były tylko dwa stanowiska (w Puszczy Augustowskiej i Puszczy Białowieskiej). Znajduje się na Czerwonej liście roślin i grzybów Polski. Ma status E – gatunek wymierający, którego przeżycie jest mało prawdopodobne, jeśli nadal będą działać czynniki zagrożenia. Znajduje się na listach gatunków zagrożonych także w Chorwacji, Norwegii, Szwecji, Finlandii.
Nadrzewny grzyb saprotroficzny. Występuje w lasach liściastych i mieszanych na martwym drewnie. W Polsce obserwowany na leżących na ziemi pniach świerka pospolitego od sierpnia do września. Powoduje zgniliznę brunatną drewna. Źle znosi wyręby i występuje głównie w starodrzewach